# La Reguera (Coaña)
La Reguera (oficialmente y en asturiano: A Regueira) es una aldea perteneciente a la parroquia de Mohías, en el concejo de Coaña, comarca de Eo-Navia, Principado de Asturias, España.